# Grande église réformée de Debrecen
La grande église réformée de Debrecen (en hongrois : a református nagytemplom) est un lieu de culte protestant situé au centre de la ville de Debrecen, en Hongrie, entre la place Kossuth et la place Kalvin. Avec une surface au sol de 1500 m², c'est le plus grand sanctuaire de l'Église réformée de Hongrie. La grande église est construite entre 1805 et 1824 dans un style néoclassique. 

## Histoire
L'église Saint-André, une église-halle de style gothique est construite entre 1297 et 1311 à cet emplacement. Sa superficie était alors d'environ 16x46 mètres.
En 1559, le pasteur-évêque de Debrecen, Pierre Méliusz, rédige de la première confession de foi réformée hongroise. L'église subit un incendie en 1564. En 1567, se réunit à Debrecen le premier synode protestant de Hongrie. Il adopte en 1566 Confession helvétique postérieure du théologien suisse Heinrich Bullinger. La ville de Debrecen joue un rôle important dans le développement du protestantisme en Hongrie et est appelée la « Genève hongroise » ou la « Rome calviniste »,. 
En 1626, les citoyens de Debrecen décident de reconstruire l'église, avec le soutien du prince de Transylvanie George I Rákóczi. Elle est achevée en 1628. En 1640-1642, une tour est construite et une grande cloche - environ 300 kg, fondu à partir de boulets de canon autrichiens - y est placé. En 1707, lors de la lutte pour l'indépendance menée par François II Rákóczi, l'église subit de lourds dommages de la part des troupes impériales autrichienne. L'église brûle de nouveau le 11 juin 1802, lors du grand incendie qui détruit la majeure partie de la ville de Debrecen. 
La construction de la grande église commence le 8 avril 1805. Les plans sont conçus par l'architecte Mihály Péchy, mais sont modifiés à plusieurs reprises au cours de la construction, provoquant beaucoup de frustration chez les constructeurs. Le plan original comportait un plan au sol en forme de croix latine surmonté d'un grand dôme, mais il est abandonné, principalement pour des raisons financières. 

La tour ouest a été achevée en 1818, la tour est le 6 août 1821. Les tours mesurent 61 mètres de haut. En 1824 la façade est légèrement modifiée par l'architecte Károly Rábl. Les toits de la tour présentent des éléments baroques. L'ancienne cloche Rákóczi, restaurée après l'incendie, se trouve dans la tour ouest. 

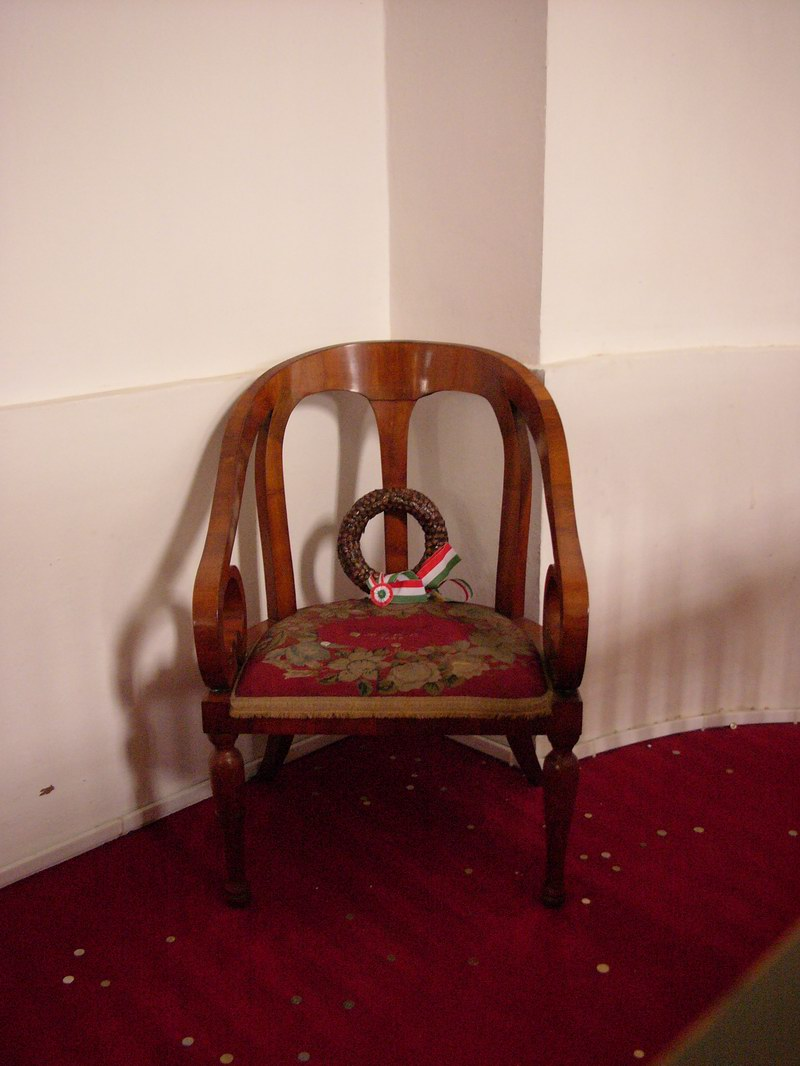
La chaise de Kossuth

Durant la Révolution hongroise de 1848,  le 14 avril 1848, Lajos Kossuth y fait la Déclaration d'indépendance hongroise. Il y est élu gouverneur du pays. Le fauteuil dans lequel il s'est assis est exposé dans l'église. 
En 1881, l'église accueille le premier synode fondateur de l'église nationale hongroise. Le collège protestant de Debrecen développe sa faculté de théologie. 
En 1997, elle accueille l'assemblée générale de l'Alliance réformée mondiale

## Architecture
La nef principale de l'église mesure 55 m de long et près de 15 m de large, le transept mesure 38 m de long et plus de 14 m de large. La décoration est épurée, dans le respect de la tradition calviniste iconoclaste, et les murs intérieurs sont sobrement peints en blanc. L'intérieur mesure 21 mètres de haut. L'église peut accueillir jusqu'à 5000 personnes. 
L'église possède deux orgues, dont l'un se trouve dans la partie sud, au-dessus de l'entrée principale. C'est un nouvel orgue électronique avec des tuyaux de résonance, trois manuels et 52 registres, construit par Péter Albert en 1981. L'orgue classique le plus ancien se trouve derrière la chaire. Il a été construit en 1838 par Jakob Deutschmann. C'est un orgue de cabinet avec 3 manuels et 43 registres. 

## Galerie

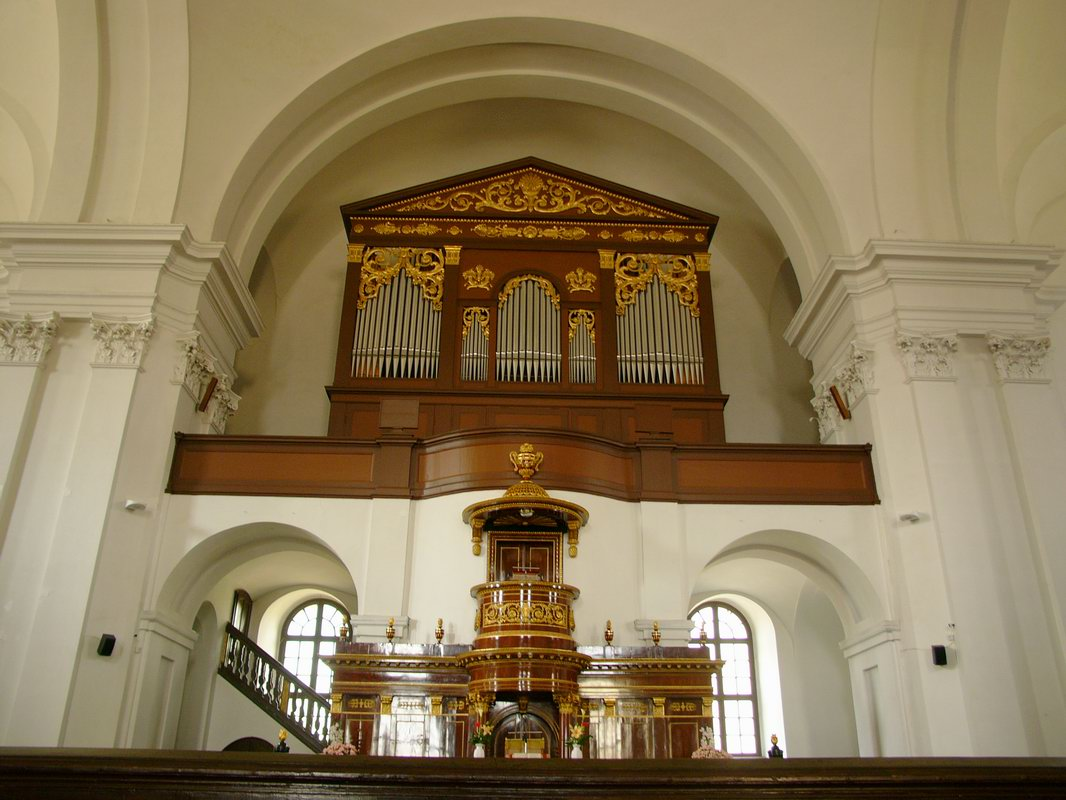
Orgue
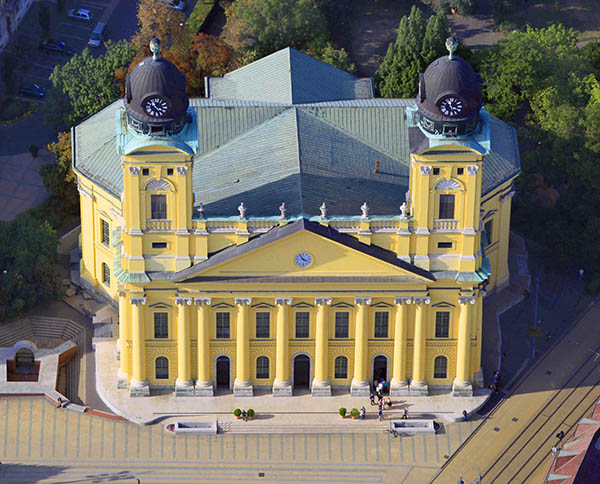
Plan au sol